# Solenobia friulana
Solenobia friulana är en fjärilsart som beskrevs av Meier 1957. Solenobia friulana ingår i släktet Solenobia och familjen säckspinnare. Inga underarter finns listade i Catalogue of Life.